# 短棒蒲桃
短棒蒲桃（学名：Syzygium baviense）是桃金娘科蒲桃属的植物。分布在越南以及中国大陆的云南等地，生长于海拔200米的地区，见于低地雨林中，目前尚未由人工引种栽培。